# Türkiz Talay
Türkiz Talay (anhörenⓘ * 8. April 1974 in West-Berlin) ist eine deutsche Schauspielerin.

## Leben
Türkiz Talay begann bereits in jungen Jahren mit der Schauspielerei (Rappelkiste) und moderierte im Alter von 15 Jahren das ARD-Magazin Filmtipps nicht nur für Kids. Ihren Durchbruch hatte sie 1995 mit der RTL-Krimiserie SK-Babies, in der sie für insgesamt 48 Folgen die türkischstämmige Polizistin Nesrin Üstünkaya verkörperte. Danach hatte Talay Gastrollen in vielen Serien wie Gegen den Wind (1997), Die Schule am See (1996 und 1997), Die Kommissarin (1998), oder Auf eigene Gefahr (1999).
Im Jahr 2002 spielte sie ihre erste Film-Hauptrolle in der turbulenten Liebeskomödie Alles getürkt neben Hilmi Sözer und Bürger Lars Dietrich. Von 2004 bis 2005 war Talay als Chirurgin Dr. Demirel in der letzten Staffel der Sat.1-Serie Alphateam zu sehen. Für die Rolle bereitete sie sich 3 Tage in der Notaufnahme des Berliner St. Gertrauden-Krankenhauses vor, in dem sie den Ärzten über die Schulter schaute. 2005 stand sie für die Action-Komödie Hammer und Hart neben Susan Sideropoulos und Hendrik Duryn vor der Kamera. Danach hatte sie Gastauftritte in der mehrfach ausgezeichneten ARD-Serie Türkisch für Anfänger und in der Sketch-Comedy Deutschland ist schön neben Volker Zack Michalowski. 2008 übernahm Talay eine Hauptrolle in dem Kinofilm Ayla, der für den Max-Ophüls-Preis 2010 nominiert wurde.
Neben ihrer Schauspielkarriere absolvierte Talay ein Politikstudium am Berliner Otto-Suhr-Institut der Freien Universität Berlin, das sie 2002 mit einer Diplomarbeit zum Thema Türkinnen der 2. Generation in deutschen Fernsehproduktionen – eine Fortsetzung stereotyper Rollen? abschloss.
Seit den gemeinsamen Dreharbeiten zu Alles getürkt (2002) war Türkiz Talay mit dem Musiker und Comedian Bürger Lars Dietrich liiert. Die beiden haben einen Sohn und eine Tochter, seit 2016 lebt das Paar getrennt.